# Justin Herbert
Justin Herbert es un mariscal de campo de fútbol profesional estadounidense que actualmente juega para Los Angeles Chargers en la National Football League (NFL). Nació el 10 de marzo de 1998 en Eugene, Oregón. Herbert asistió a la escuela secundaria Sheldon en Eugene, donde se destacó tanto en fútbol americano como en baloncesto.
Después de la secundaria, Herbert pasó a jugar fútbol americano universitario en la Universidad de Oregón. Tuvo una carrera impresionante en Oregon, comenzando como mariscal de campo del equipo durante cuatro temporadas desde 2016 hasta 2019. Durante su carrera universitaria, Herbert lanzó para un total de 10,541 yardas, completando 827 de sus 1,293 intentos. También registró 95 pases de touchdown y corrió para 13 touchdowns.
En 2020, Herbert se declaró para el Draft de la NFL y fue seleccionado por Los Angeles Chargers como la sexta selección general. Tuvo un impacto inmediato en su temporada de novato, comenzando en 15 juegos y estableciendo numerosos récords. Herbert terminó la temporada con 4336 yardas aéreas, completando 396 de sus 595 intentos. Lanzó para 31 touchdowns y corrió para 5 touchdowns, mostrando su versatilidad como mariscal de campo..

## Primeros años de vida
Herbert nació en Eugene, Oregón, el 10 de marzo de 1998 y asistió a la escuela secundaria Sheldon, donde jugó fútbol americano, baloncesto y béisbol. Justin cofundó el Club de Pesca de la Escuela Secundaria Sheldon mientras estaba en la escuela secundaria. Sufrió una fractura en la pierna en el tercer partido de fútbol de su temporada junior, lo que complicó su proceso de contratación. En su último año, lanzó para 3,130 yardas y 37 touchdowns, y corrió para 543 yardas y 10 touchdowns. Fue nombrado 1er Equipo All-State y Jugador Ofensivo del Año de la Southwest Conference. El norte de Arizona, el estado de Portland y el estado de Montana.

## Carrera universitaria

### Temporada 2016
Al ingresar a su verdadera temporada de primer año como QB2 en la tabla de profundidad detrás de Dakota Prukop, Herbert se convirtió en el primer verdadero estudiante de primer año en Oregon en comenzar como mariscal de campo desde Chris Miller en 1983 cuando los Ducks se enfrentaron a sus archirrivales Washington el 8 de octubre de 2016 A pesar de que Herbert estableció o igualó los récords de un solo juego de 
Herbert se convirtió en el mariscal de campo titular después del quinto juego de la temporada y mostró su talento lanzando para 1,936 yardas, incluidos 19 touchdowns con solo cuatro intercepciones en ocho aperturas. Lideró una remontada sorpresiva cuando jugaba contra los Utes de Utah, número 11 del ranking.

### Temporada 2017
Los Ducks ingresaron a la temporada 2017 con el nuevo entrenador en jefe Willie Taggart . Liderando a los Ducks a un comienzo de 4-1, la transición de Herbert de la "Ofensa borrosa" de la era Chip Kelly / Mark Helfrich a la "Ofensa de la costa del golfo" de Taggart fue exitosa antes de fracturarse la clavícula contra Cal el 30 de septiembre de 2017.
En ocho aperturas, Herbert tuvo un récord de 6-2 y lanzó para 1,983 yardas en 139 de 206 intentos de pase (67.5%), incluidos 15 touchdowns contra solo cinco intercepciones. También corrió el balón 44 veces para 183 yardas y cinco touchdowns. Herbert fue nombrado primer equipo académico de CoSIDA All-American con un promedio de calificaciones de 4.08 en biología.

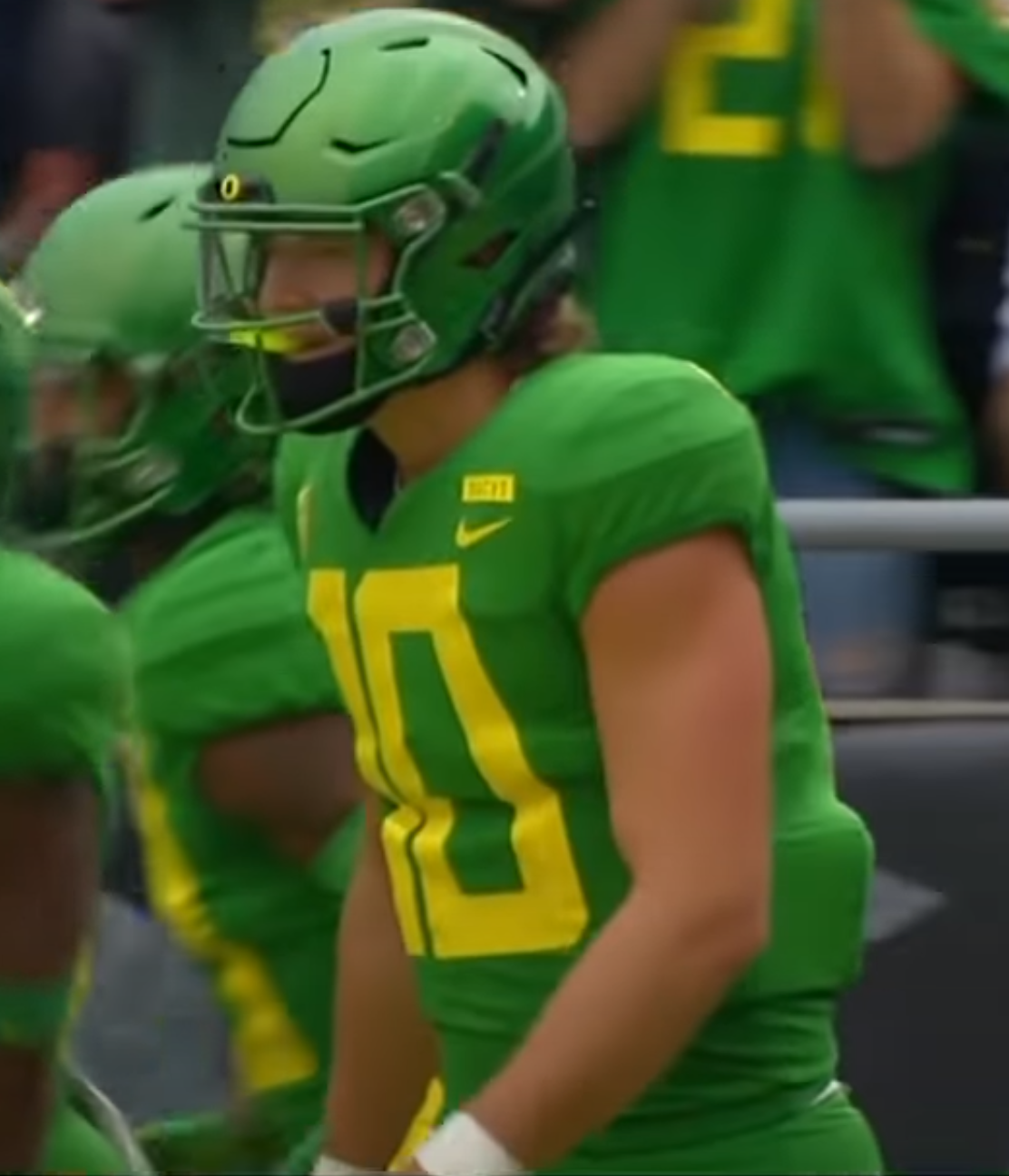
Herbert con Oregón en 2018

Herbert ingresó a su tercera temporada universitaria como uno de los primeros candidatos al Trofeo Heisman a pesar de haber sido entrenado por un tercer entrenador en jefe diferente. También aprendió un tercer esquema ofensivo diferente con el nuevo entrenador en jefe Mario Cristóbal, pasando de la ofensiva extendida a la ofensiva de pistola . Herbert llevó a los Ducks a un récord de 9–4 y una victoria en el Redbox Bowl . Terminó el año con 3,151 yardas aéreas, 29 touchdowns aéreos y dos touchdowns terrestres. Sus 31 touchdowns totales fueron buenos para el segundo lugar en la Conferencia Pac-12 detrás de Gardner Minshew del estado de Washington. Fue incluido en el primer equipo Pac-12 All-Academic.
| Justin Herbert | Justin Herbert | Paso | Paso  | Paso       | Paso   | Paso     | Paso | Paso | Paso  | Paso | Corriendo | Corriendo | Corriendo | Corriendo |
| Estación       | Registro       |      | att   | porcentaje | yardas | Promedio | DT   | En t | Rtg   | QBR  | att       | yardas    | Promedio  | DT        |
| -------------- | -------------- | ---- | ----- | ---------- | ------ | -------- | ---- | ---- | ----- | ---- | --------- | --------- | --------- | --------- |
| 2016           | 2–5            | 162  | 255   | 63.5       | 1,936  | 7.6      | 19   | 4    | 148.8 | 73,9 | 58        | 161       | 2.8       | 2         |
| 2017           | 6–2            | 139  | 206   | 67.5       | 1,983  | 9.6      | 15   | 5    | 167.5 | 80.1 | 44        | 183       | 4.2       | 5         |
| 2018           | 9–4            | 240  | 404   | 59.4       | 3,151  | 7.8      | 29   | 8    | 144.6 | 76.4 | 71        | 166       | 2.3       | 2         |
| 2019           | 12–2           | 286  | 428   | 66.8       | 3,471  | 8.1      | 32   | 6    | 156.8 | 74.7 | 58        | 50        | 0.9       | 4         |
| Carrera        | 29–13          | 827  | 1,293 | 64.0       | 10,541 | 8.2      | 95   | 23   | 153.1 | 75,0 | 231       | 560       | 2.4       |           |

## Carrera profesional
En la semana 5 contra los New Orleans Saints en Monday Night Football, Herbert lanzó para 264 yardas y cuatro touchdowns durante la derrota por 30-27 en tiempo extra. Se convirtió en el primer novato en la historia de la NFL en lanzar cuatro pases de touchdown en Monday Night Football . Herbert fue nombrado Novato Ofensivo del Mes después de lanzar 10 touchdowns a una intercepción en tres aperturas con 901 yardas aéreas y un índice de pasador de 122.2. También se convirtió en el primer mariscal de campo novato en la historia de la NFL con múltiples touchdowns en siete juegos consecutivos. Herbert fue nombrado Novato Ofensivo del Mes por su actuación en noviembre.
El 27 de diciembre de 2020, Herbert lanzó su 28.º touchdown por pase de la temporada contra los Denver Broncos, rompiendo el récord de la NFL de más touchdowns por pase de un novato (anteriormente en manos de Baker Mayfield ) durante la victoria por 19-16. Durante el juego, también alcanzó las 4,000 yardas por aire en la temporada, convirtiéndose en el cuarto mariscal de campo novato en lograr la hazaña. Fue nombrado Novato del Año y Novato Ofensivo del Año por Pro Football Writers of America . Herbert terminó la temporada 2020 con una racha ganadora de cuatro juegos con 4,336 yardas por aire, 31 touchdowns y 10 intercepciones. Fue incluido en el equipo de novatos de la NFL. Ocupó el puesto 56 por sus compañeros jugadores en los 100 mejores jugadores de la NFL de 2021 .

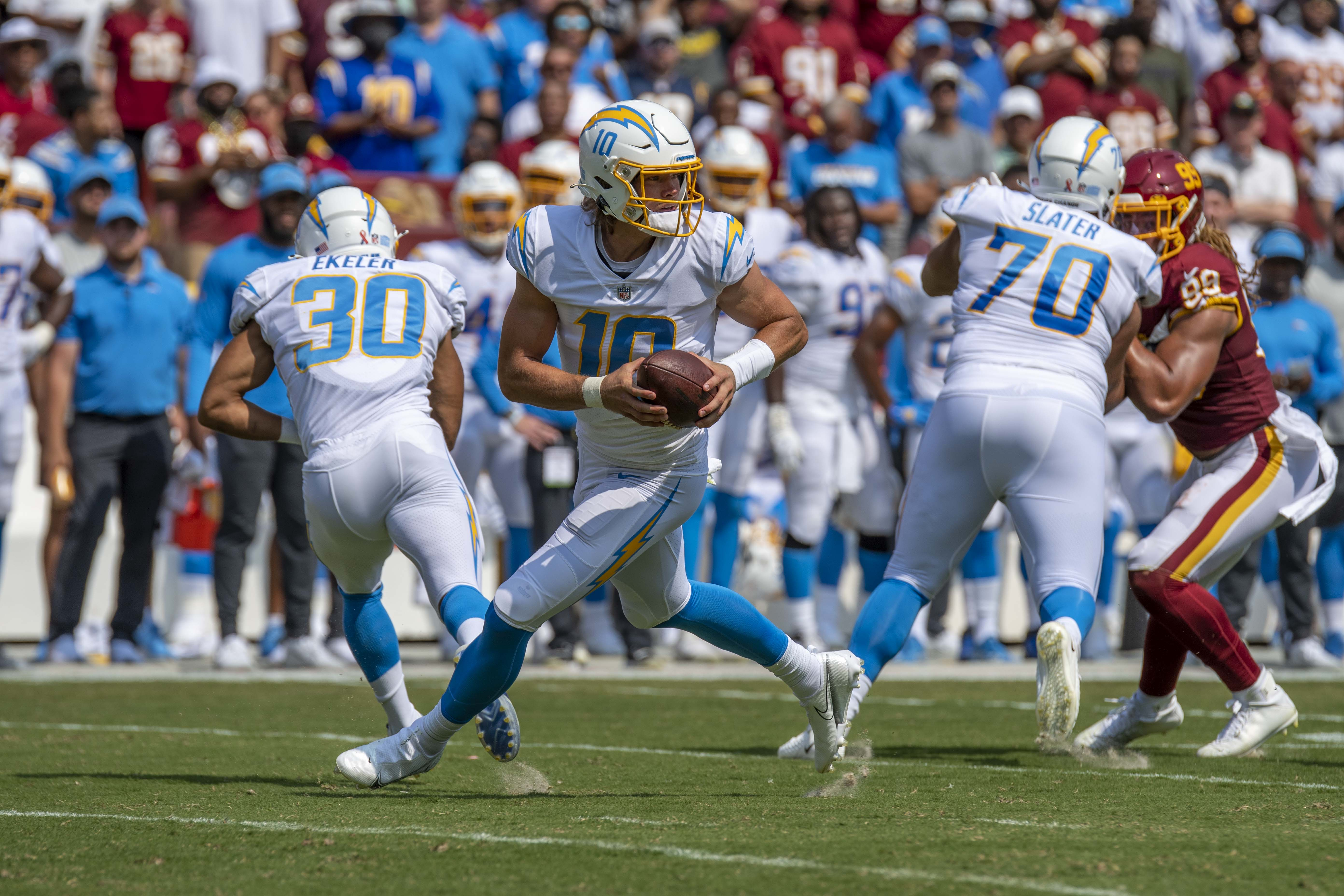
Herbert con Los Angeles Chargers contra el Washington Football Team en 2021

Herbert ayudó a llevar a los Chargers a un comienzo de 3-1, incluida una victoria por 30-24 sobre los Kansas City Chiefs . En la Semana 5, contra los Cleveland Browns, Herbert tuvo su mejor juego estadístico de la temporada. Tuvo 398 yardas aéreas, cuatro touchdowns aéreos y un touchdown terrestre en una victoria por 47-42 en la tanda de penaltis. En la semana 9, Herbert tuvo tres touchdowns totales mientras completaba 32 de 38 pases para 356 yardas, dos touchdowns, un touchdown por tierra y ninguna intercepción en la victoria por 27-24 sobre los Philadelphia Eagles, lo que le valió el premio al Jugador ofensivo de la semana de la AFC. Contra los Pittsburgh Steelers en la semana 11, Herbert tuvo 382 yardas por aire, tres touchdowns y una intercepción en la victoria por 41-37.
En la semana 13, jugando contra los Cincinnati Bengals, Herbert tuvo 317 yardas aéreas, tres touchdowns aéreos y una intercepción en una victoria por 41-22, lo que le valió su segundo puesto de Jugador Ofensivo de la Semana de la AFC de la temporada. Siguió esa actuación con 275 yardas aéreas, tres touchdowns aéreos y ninguna intercepción en la semana 14 contra los New York Giants, llevando a los Chargers a una cómoda victoria por 37-21 y un récord de 8-5. Obtuvo su segundo honor consecutivo, y tercero en general, de Jugador Ofensivo de la Semana de la AFC por su desempeño.
En la semana 15, jugando contra los Kansas City Chiefs, Herbert superó el récord de Andrew Luck de más yardas aéreas en las dos primeras temporadas de un mariscal de campo de la NFL. Además, superó el récord de Dan Marino de más touchdowns totales en las dos primeras temporadas de un mariscal de campo de la NFL. En una situación de victoria o empate o irse a casa de la Semana 18 contra Los Vegas Raiders, Herbert lanzó para 383 yardas, tres touchdowns y una intercepción en la derrota por 35-32 en tiempo extra, eliminando a los Chargers de los playoffs.
En la temporada 2021, Herbert registró récords de franquicia con 5,014 yardas aéreas, 38 touchdowns aéreos y 15 intercepciones. Además, tuvo 63 acarreos para 302 yardas terrestres y tres touchdowns terrestres, lo que llevó a los Chargers a un récord de 9–8 y al primer Pro Bowl de su carrera. Herbert se convirtió en el primer mariscal de campo en la historia de la franquicia en lanzar al menos 5,000 yardas en una sola temporada. Fue clasificado en el puesto 40 por sus compañeros jugadores en los 100 mejores jugadores de la NFL de 2022 .
En la semana 1 contra Las Vegas Raiders, Herbert lanzó para 279 yardas y tres touchdowns en la victoria por 24-19. En la Semana 2 contra los Kansas City Chiefs, Herbert lanzó para 334 yardas y tres touchdowns por segundo juego consecutivo. En el último cuarto, Herbert sufrió una fractura en el cartílago de la costilla. A pesar de un touchdown tardío, los Chargers perderían 27-24. En la Semana 6 contra los Denver Broncos, Herbert completó 37 de 57 pases para 238 yardas, sin touchdowns y una intercepción en la victoria 19-16. Sus 57 pases fueron la mayor cantidad en un esfuerzo ganador sin touchdown por pase en la historia de la NFL. En general, Herbert lanzó para 4,739 yardas, 25 touchdowns y diez intercepciones en 17 juegos en la temporada 2022. Estableció récords de franquicia de una temporada en intentos de pase y pases completos. Los Chargers terminaron con un récord de 10–7 y obtuvieron un puesto en los playoffs. En su primer juego de playoffs, Herbert pasó para 273 yardas y un touchdown cuando los Chargers cayeron ante los Jacksonville Jaguars 31–30 en la ronda de comodines . Los Chargers cedieron una ventaja de 27-0 por la tercera mayor ventaja desperdiciada en la historia de los playoffs de la NFL.
El 28 de abril de 2023, los Chargers recogieron la opción de quinto año en el contrato de Herbert. El 25 de julio, firmó una extensión de cinco años por valor de $262,5 millones, que se extiende hasta la temporada 2029. El acuerdo convertirá a Herbert en el mariscal de campo de la NFL mejor pagado según el valor anual promedio de $ 52.5 millones por temporada.

## Estadísticas de carrera de la NFL
| Año     | Equipo  | Juegos             | Juegos | Juegos   | Paso  | Paso  | Paso       | Paso   | Paso     | Paso | Paso | Paso | corriendo | corriendo | corriendo | corriendo | Sacos | Sacos | pifias | pifias  |
| Año     | Equipo  | médico de cabecera | SG     | Registro | cmp   | att   | porcentaje | yardas | Promedio | DT   | En t | Rtg  | att       | yardas    | Promedio  | DT        | Sck   | SckY  | humo   | Perdido |
| ------- | ------- | ------------------ | ------ | -------- | ----- | ----- | ---------- | ------ | -------- | ---- | ---- | ---- | --------- | --------- | --------- | --------- | ----- | ----- | ------ | ------- |
| 2020    | LACA    | 15                 | 15     | 6–9      | 396   | 595   | 66.6       | 4,336  | 7.3      | 31   | 10   | 98.3 | 55        | 234       | 4.3       | 5         | 32    | 218   | 8      | 1       |
| 2021    | LACA    | 17                 | 17     | 9–8      | 443   | 672   | 65,9       | 5,014  | 7.5      | 38   | 15   | 97.7 | 63        | 302       | 4.8       | 3         | 31    | 214   | 1      | 1       |
| 2022    | LACA    | 17                 | 17     | 10–7     | 477   | 699   | 68.2       | 4,739  | 6.8      | 25   | 10   | 93.2 | 54        | 147       | 2.7       | 0         | 38    | 206   | 8      | 3       |
| Carrera | Carrera | 49                 | 49     | 25–24    | 1,316 | 1,966 | 66,9       | 14,089 | 7.2      | 94   | 35   | 96.2 | 172       | 683       | 4.0       | 8         | 101   | 638   | 17     | 5       |

### postemporada
| Año     | Equipo  | Juegos             | Juegos | Juegos   | Paso | Paso | Paso       | Paso   | Paso     | Paso | Paso | Paso | corriendo | corriendo | corriendo | corriendo | Sacos | Sacos | pifias | pifias  |
| Año     | Equipo  | médico de cabecera | SG     | Registro | cmp  | att  | porcentaje | yardas | Promedio | DT   | En t | Rtg  | att       | yardas    | Promedio  | DT        | Sck   | SckY  | humo   | Perdido |
| ------- | ------- | ------------------ | ------ | -------- | ---- | ---- | ---------- | ------ | -------- | ---- | ---- | ---- | --------- | --------- | --------- | --------- | ----- | ----- | ------ | ------- |
| 2022    | LACA    | 1                  | 1      | 0-1      | 25   | 43   | 58.1       | 273    | 6.3      | 1    | 0    | 84.7 | 3         | 12        | 4.0       | 0         | 3     | 20    | 1      | 0       |
| Carrera | Carrera | 1                  | 1      | 0-1      | 25   | 43   | 58.1       | 273    | 6.3      | 1    | 0    | 84.7 | 3         | 12        | 4.0       | 0         | 3     | 20    | 1      | 0       |

### Récords de la NFL
- Más touchdowns por pase de un mariscal de campo novato (31)[55]
- Más touchdowns totales de un mariscal de campo novato (36)[56]
- La mayoría de los juegos aéreos de 300 yardas de un mariscal de campo novato (8)[57]
- Más pases completos por un mariscal de campo novato (396)[58]
- La mayoría de los juegos con al menos 3 pases de touchdown de un novato (6)[59]
- Más yardas aéreas en las dos primeras temporadas de un mariscal de campo (9,350)[60]
- Más touchdowns totales en las dos primeras temporadas de un mariscal de campo (77)[61]
- Primer mariscal de campo en registrar 30 pases de touchdown en cada una de sus dos primeras temporadas[62]
- Más yardas aéreas en las primeras tres temporadas de un mariscal de campo en la NFL (14,089)[63]
- Más pases completos en los primeros 50 juegos de la NFL: (1316)[64]
- Más intentos de pase por juego, carrera: (40.1)[65]

## Vida personal
El abuelo de Herbert, Rich Schwab, jugó como receptor en la Universidad de Oregón en la década de 1960. Su padre, Mark Herbert, jugaba fútbol y corría atletismo en la Universidad de Montana . Herbert era fanático de los San Diego Chargers mientras crecía. Se graduó de Oregón con una licenciatura en ciencias generales . En 2019, Herbert recibió el Trofeo William V. Campbell, que reconoce la excelencia académica, atlética y de liderazgo. El hermano menor de Herbert, Patrick, también asiste a Oregon como ala cerrada de los Ducks. Su hermano mayor, Mitchell, jugó como receptor abierto en la Universidad Estatal de Montana .